# Jeziorany (gmina)
Pour la ville, voir Jeziorany.
Jeziorany est une gmina mixte du powiat de Olsztyn, Varmie-Mazurie, dans le nord de la Pologne. Son siège est la ville de Jeziorany, qui se situe environ 26 km au nord-est de la capitale régionale Olsztyn.
La gmina couvre une superficie de 213,51 km2 pour une population de 8 140 habitants.

## Géographie
Outre la ville de Jeziorany, la gmina inclut les villages de Derc, Franknowo, Jeziorany-Kolonie, Kalis, Kiersztanowo, Kikity, Kostrzewy, Kramarzewo, Krokowo, Lekity, Miejska Wieś, Modliny, Olszewnik, Pierwągi, Piszewo, Polkajmy, Potryty, Radostowo, Studnica, Studzianka, Tłokowo, Ustnik, Wilkiejmy, Wójtówko, Wólka Szlachecka, Żardeniki et Zerbuń.
La gmina borde les gminy de Barczewo, Biskupiec, Bisztynek, Dobre Miasto, Dywity, Kiwity, Kolno et Lidzbark Warmiński.